# Pillars of Eternity
Стубови вечности је видео игра развијена од стране Обсидијан Ентертејмент корпорације. Ово је игра улога, што значи да играч извршава задатке у реалном времену и да се око играча одвијају сва дешавања. Стубови вечности је објављена 26. марта 2015. године и подржана је на платформама Windows, Mac OS и Линукс. Обсидијан Ентертејмент корпорација је дошла до буџета за ову игрицу преко краудфандинг кампање на познатом сајту Кикстартер. Преко ове кампање су успели да скупе преко 4 милиона долара.
Након објаве, Стубови вечности је постала хит широм света, а критичари су имали похвале за одличну причу игре.

## Синопсис

### Поставка игре
Радња игре је смештена у свету који је познат под именом Еора, тачније у једном региону у јужној хемисфери који се назива Истерн Рич. У овом региони постоји више нација, као што су Аедир империја, Валијан република и намесништво Редцераса. Имајући у виду технолошки развој и понашање људи у игрици, цивилизације могу да се пореде са европским народима из доба ренесансе. Ватрена оружја постоје у овом свету, али још увек нису толико распрострањена.
Људи у свету Еора су скоро сазнали да су душе мерљиве и да могу да се преносе, мењају и чувају. Људи који знају како да мењају и чувају душе могу да користе магије. Након што нека особа умре, душа пролази кроз непознати процес док се не деси реинкарнација и не пренесе се у другу особу. У свакој души остане по неко сећање из прошлог живота, па постоје и људи који могу да се сећају протеклих живота. Овакви људи се у Еора свету називају пробуђени. Такође постоје и људи који могу да гледају у туђе душе и да виде шта су били у протеклим животима. Овакви људи су познати као посматрачи.

### Заплет
Играч је странац који се налази у насељу Дирвуд када страшно невреме убије све људе око њега. Након тога види како непознати секташи раде ритуал на чудној машини која извлачи душе из мртвих тела. Зато што је присуствувао овом ритуалу, играч постаје посматрач, а уједно и пробуђен. Из овог разлога, играч често има визије и не може да спава. Убрзо сазнаје да ће полудети ускоро ако секташи му не скину ову клетву.
Играч касније сазнаје да се у насељу Дирвуд деца рађају без душа, па не могу ни да се покрећу. Многи у овом насељу за овај проблем криве људе који уче како да манипулишу душама за ову појаву, али играч сазнаје да вођа једне секте заправо краде душе. Таос, вођа ове секте, бежи од играча по региону.
Временом се сазнаје да Таос већ вековима живи јер је сазнао да може сам своју душу да пребацује из једног тела у друго. Његов главни циљ је да спречи људе да сазнају да богови заправо не постоје, него да су синтетичка бића која су створена од стране магова. Играч временом проналази Таоса, али се завршетак игре разликује од одлука које је играч доносио.

## Критике
Стубови вечности је у основи добила позитивне критике од стране критичара игара, постигнувши просечан резултат од 89/100 на Метакритици. Часопис Ескејпист је написао да је ово једна од најбољих игара улога која је изашла у протеклин неколико година. Британске новине Метро су хвалиле битке у игрици и написали су да су јако комплексне. Неке од ствари који су критичари такође хвалили укључују и дизајн, као и детаљи на мапама.